# Pozzonovo
Pozzonovo – miejscowość i gmina we Włoszech, w regionie Wenecja Euganejska, w prowincji Padwa.
Według danych na rok 2004 gminę zamieszkiwało 3538 osób, 147,4 os./km².